# بيل جاكسون (لاعب كرة قدم)
بيل جاكسون (بالإنجليزية: Bill Jackson)‏ هو لاعب كرة قدم بريطاني (وحمل سابقاً جنسية المملكة المتحدة لبريطانيا العظمى وأيرلندا) في مركز الهجوم، ولد في 1894 في المملكة المتحدة، وتوفي في 1917. لعب مع وست بروميتش ألبيون.